# A Christmas Carol (film 1953)
A Christmas Carol è un film per la televisione del 1953 per la serie Ponds Theater. Il nome del regista non è indicato tra i crediti. 
Fin dal 1943 il romanzo Canto di Natale (A Christmas Carol) di Charles Dickens si era imposto come un classico natalizio alla televisione americana, da ripetersi ogni anno con un copione, un formato e un gruppo di attori diversi. Questo adattamento è uno di molti prodotti negli anni cinquanta. Il cast è quasi identico a quello della versione trasmessa l'anno precedente sulla National Broadcasting Company (NBC) per la serie Kraft Theatre, sempre prodotto dalla J. Walter Thompson Agency. Cambia il protagonista: ora l'attore inglese Noel Leslie, che nel 1952 aveva interpretato lo "Spirito del Natale Passato".

## Trama
L'avaro e gretto Ebenezer Scrooge, alla vigilia di Natale, non vuole fare la carità né è intenerito dalla visita di un nipote. Tornato a casa, Scrooge vede il fantasma del suo ex socio che lo mette in guardia. La notte, verrà poi visitato da tre spiriti: lo spirito del Natale passato, lo spirito del Natale presente e lo spirito del futuro che lo attende se non cambia atteggiamento verso gli altri.

## Produzione
Il film fu prodotto negli Stati Uniti da J. Walter Thompson Agency. 

## Distribuzione
Il film fu trasmesso negli Stati Uniti sulla American Broadcasting Company (ABC), il 24 dicembre 1953 per la serie Ponds Theater.